# Plaza de Guipúzcoa
La plaza de Guipúzcoa es un espacio público de la ciudad española de San Sebastián.

## Descripción

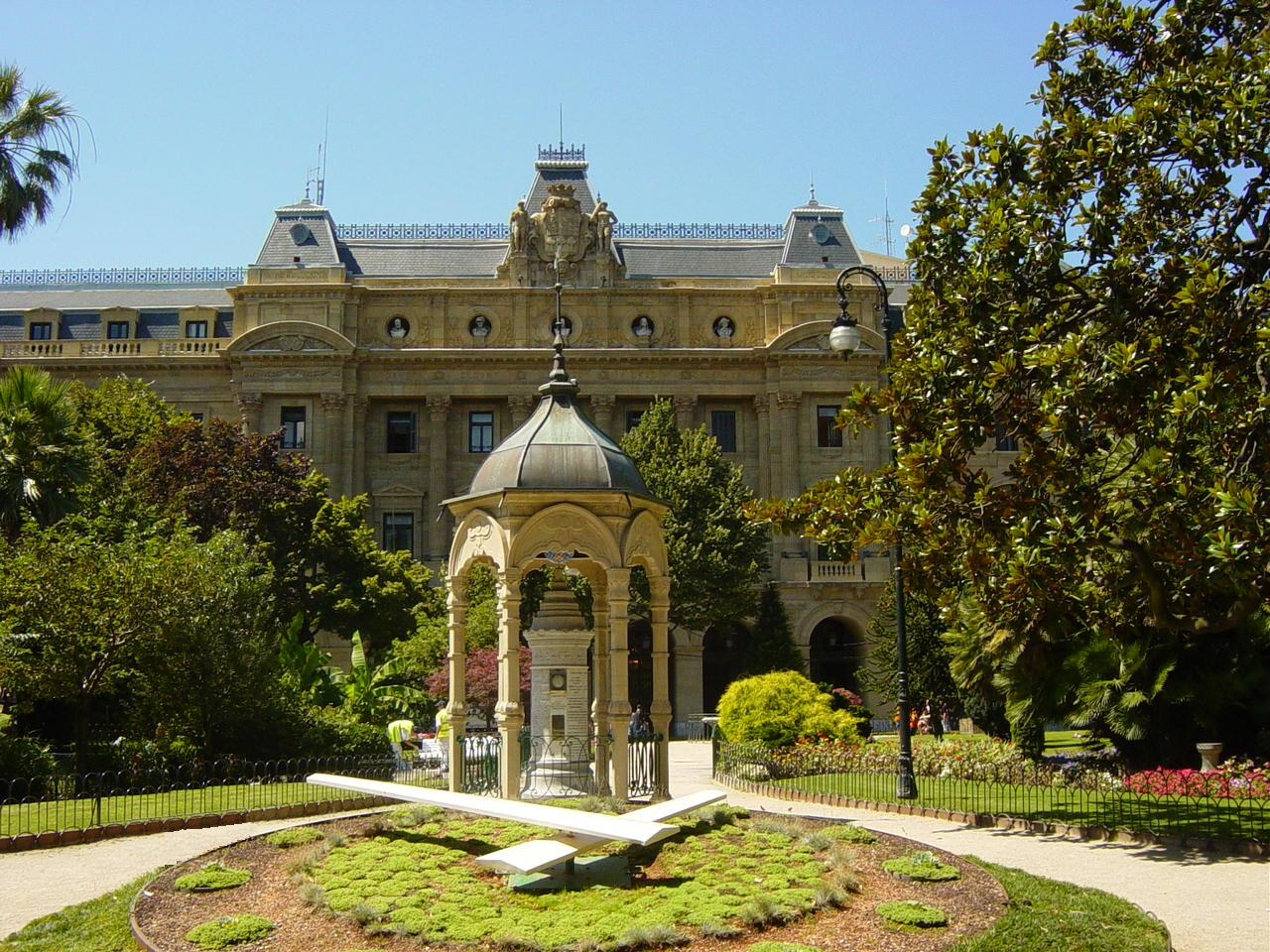
El palacio, visto desde la plaza

La plaza ostenta el título actual desde septiembre de 1866, por albergar el palacio de la Diputación Foral de Guipúzcoa, obra del arquitecto José Goicoa Barcaíztegui y sede de la institución de aquel nombre. Desembocan en ella las calles de Elcano, de Peñaflorida, de Andía, de Churruca, de Idiáquez, de Camino, de Bengoechea y de Legazpi. Aparece descrita en Las calles de San Sebastián (1916) de Serapio Múgica Zufiria con las siguientes palabras:

Plaza de Guipúzcoa.—No necesita explicación el nombre de esta Plaza, ni hace falta referir el motivo a que obedeció su adopción. Cualquiera puede advertirlo, con solo fijarse en que en esa Plaza se levanta el Palacio de la Diputación, en donde Guipúzcoa ve como concentrada y encarnada su representación más genuina, la que en cíerto modo, y con las limitaciones del actual régimen, se considera como sucesora y heredera de aquellas Juntas y Diputaciones forales, de clara e inolvidable memoria. Bien está que San Sebastián, ufana de ostentar la capitalidad de Guipúzcoa, dé el nombre de esta Provincia a una de sus más hermosas Plazas, conforme con su acuerdo de 12 de Septiembre de 1866.
(Múgica Zufiria, 1916, p. 165)